# エルダー・ネボルシン
エルダル・ネボルシン（Eldar Nebolsin (ロシア語: Эльдар Небольсин), 1974年12月24日 タシュケント - ）は、ウズベキスタン出身のピアニスト。
祖国で早くからピアノ教育を受ける。その後マドリードに移り、ソフィア王妃高等音楽学校にてディミトリー・バシキーロフに師事した。第11回サンタンデール国際ピアノコンクールを制覇し、世界的な活動に入る。2005年には、スヴャストラフ・リヒテル国際ピアノコンクールに優勝した。
これまでに、リッカルド・シャイーやユーリ・テミルカーノフ、レナード・スラットキン、ウラジミール・アシュケナージ、ハンス・フォンク、ヤコフ・クライツベルク、ローレンス・フォスター、ラファエル・フリューベック・デ・ブルゴスらの指揮者の下で、ニューヨーク・フィルハーモニックやシカゴ交響楽団、クリーヴランド管弦楽団、デトロイト交響楽団、ヒューストン交響楽団、ミネソタ管弦楽団、ボルチモア交響楽団、モントリオール交響楽団、ケルン放送交響楽団、バンベルク交響楽団、ベルリン・ドイツ交響楽団、シュトゥットガルト放送交響楽団、ウィーン室内管弦楽団、トゥールーズ・カピトール国立管弦楽団、リスボン・グルベンキアン管弦楽団などのオーケストラと共演している。
ショパンやラフマニノフ、プロコフィエフを得意としている。きらめくような美音と丁寧な演奏、楽譜に忠実な解釈が特徴的である。
エホバの証人の信者である。